# Expedició 4
L'Expedició 4 va ser la quarta estada de llarga durada en l'Estació Espacial Internacional.

## Tripulació
| Posició           | Astronauta                                | Astronauta                                |
| ----------------- | ----------------------------------------- | ----------------------------------------- |
| Comandant         | Iuri Onufrienko, RSA Segon vol espacial   | Iuri Onufrienko, RSA Segon vol espacial   |
| Enginyer de vol 1 | Daniel W. Bursch, NASA Quart vol espacial | Daniel W. Bursch, NASA Quart vol espacial |
| Enginyer de vol 2 | Carl E. Walz, NASA Quart vol espacial     | Carl E. Walz, NASA Quart vol espacial     |

## Paràmetres de la missió

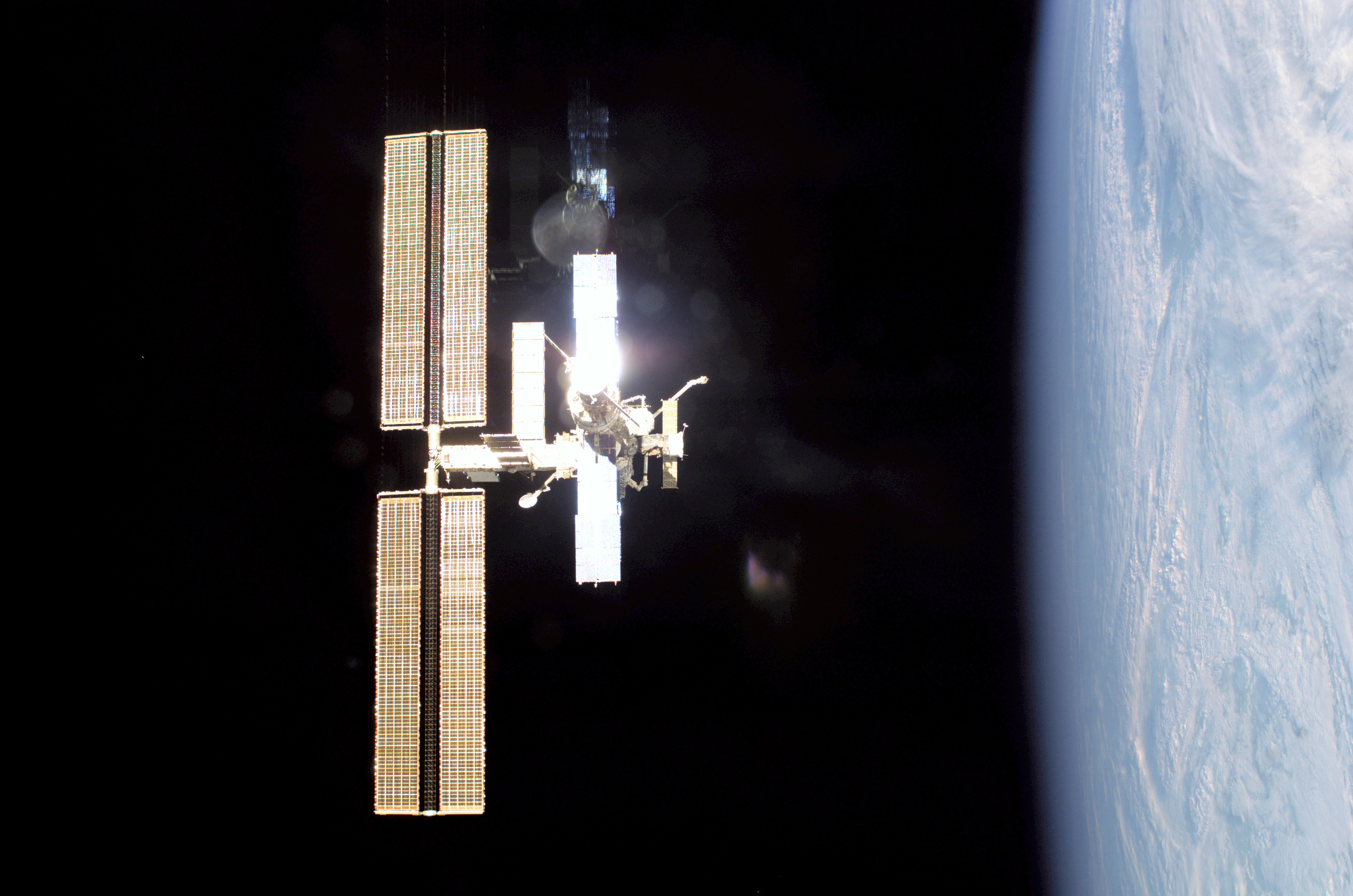
L'ISS com es veu des del Transbordador Espacial Endeavour durant l'Expedició Quatre. (NASA)

- Perigeu: 384 km
- Apogeu: 396 km
- Inclinació: 51,6°
- Període: 92 min

## Objectius
L'Estació Espacial Internacional ha ampliat les seves investigacions científiques, gairebé el doble de la quantitat d'experiments anteriors dutes a terme durant la missió de l'Expedició Quatre. La quarta tripulació resident es va enlairar el 5 de desembre de 2001 a bord del Transbordador Espacial Endeavour durant la missió STS-108. Es van convertir en residents oficials de l'estació a les 20:03 UTC del 7 de desembre de 2001, i van romandre a bord fins al juny de 2002, quan van aterrar en el STS-111.
Un equip internacional de tres membres eren la quarta tripulació per viure a bord de l'Estació Espacial Internacional. L'equip va ser dirigit pel rus Yuri I. Onufrienko i va ser acompanyat pels membres de tripulació americans Daniel W. Bursch i Carl E. Walz, ambdós enginyers de vol. Com a part de la missió STS-108, l'Endeavour va lliurar la tripulació de l'Expedició 4 a l'estació. Van tornar a la Terra el 19 de juny de 2002, a bord del Transbordador Espacial Endeavour durant la missió STS-111.

## Passeigs espacials
La tripulació de l'Expedició Quatre va dur a terme tres caminades espacials durant la seva estada a bord de l'Estació Espacial Internacional. L'equip va passar un total de 17 hores i 51 minuts fora de l'estació. Aquestes caminades espacials van resultar en un total de fins a 34 —nou sobre l'estació i 25 pel transbordador— que s'han dut a terme a l'estació per a un total de 208 hores i 5 minuts.
| Missió            | Passeigs espacials | Inici (UTC)                | Fi (UTC)                   | Duració           |
| ----------------- | --- | -------------------------- | -------------------------- | ----------------- |
| Expedició 4 EVA 1 | Iuri Onufrienko Carl Walz | 14 de gener de 2002 20:59  | 15 de gener de 2002 03:02  | 6 hores 3 minuts  |
| Expedició 4 EVA 1 | Onufrienko i Walz van traslladar la càrrega amb la grua Strela russa. Llavors van moure la càrrega al Pressurized Mating Adapter 1 a l'exterior del Compatiment d'Acoblament de la Pirs. La tripulació també va instal·lar una antena de radioaficionat a l'extrem del Mòdul de Servei Zvezdà. La caminada espacial va tenir lloc fora de la Cambra d'Aire de la Pirs i es va utilitzar vestits espacials Orlan russos.                                                             |                            |                            |                   |
| Expedició 4 EVA 2 | Onufrienko Daniel W. Bursch | 25 de gener de 2002 15:19  | 25 de gener de 2002 21:18  | 5 hores 59 minuts |
| Expedició 4 EVA 2 | During Expedition Four's second spacewalk, Onufrienko i Bursch van instal·lar sis escuts deflectors pels impulsadors a reacció del Mòdul de Servei Zvezdà. A més, es va instal·lar una antena de radioaficionat, es va afegir quatre experiments científics, i es va recuperar i substituir un dispositiu per mesurar el material dels propulsors. Com en el primer EVA, aquest va tenir lloc fora de la Cambra d'Aire de la Pirs i es va utilitzar vestits espacials Orlan russos. |                            |                            |                   |
| Expedició 4 EVA 3 | Walz Bursch | 20 de febrer de 2002 15:19 | 20 de febrer de 2002 17:25 | 5 hores 49 minuts |
| Expedició 4 EVA 3 | Aquest passeig espacial va tenir lloc a l'exterior de la Cambra d'Aire del Quest, utilitzant vestits espacials nord-americans. Walz i Bursch, van provar la cambra d'aire i van preparar-la per a quatre passeigs espacials que serien realitzats durant el STS-110 a l'abril. La tripulació del STS-110 va instal·lar el S0 Truss a l'estació. Aquesta caminada espacial va ser la primera en tenir lloc fora del Quest sense un transbordador espacial a l'estació.               |                            |                            |                   |